# Anton Gaddefors
Anton Gaddefors (ur. 4 listopada 1989 w Brommie) – szwedzki koszykarz występujący na pozycjach rzucającego obrońcy oraz niskiego skrzydłowego, reprezentant Szwecji.
1 czerwca 2017 został zawodnikiem Miasta Szkła Krosno. 7 maja 2018 podpisał umowę z włoskim Betaland Capo d'Orlando. 2 listopada dołączył do TBV Startu Lublin. 
Jego młodszy brat Viktor Gaddefors jest także koszykarzem.

## Osiągnięcia
Stan na 30 kwietnia 2019, na podstawie, o ile nie zaznaczono inaczej.
Drużynowe
- Wicemistrz Szwecji (2013, 2015)
- Zdobywca pucharu Belgii (2012)

Indywidualne
- Największy postęp ligi szwedzkiej (2010 według eurobasket.com)[6]
- Zaliczony do (według eurobasket.com):
  - I składu zawodników krajowych ligi szwedzkiej (2010, 2015)[6][7]
  - składu honorable mention ligi szwedzkiej (2010, 2015)[6][7]
- Lider EBL w skuteczności za 3 (48,5% – 2019)

Reprezentacja
- Brązowy medalista mistrzostw Europy U–20 dywizji B (2008)
- Uczestnik:
  - mistrzostw Europy:
    - 2013 – 13. miejsce
    - U–18 dywizji B (2007 – 5. miejsce)
    - U–20 dywizji B (2008, 2009 – 4. miejsce)

  - kwalifikacji do Eurobasketu (2011, 2014, 2016)